# Сан Марино Калчо
„Сан Марино Калчо“ (на италиански: San Marino Calcio или просто Сан Марино), е футболен клуб от едноименната столица на Сан Марино.
Клубът е основан през 1960 година. като „Серенисима“. „Серенисима“  се обединява с „Ювенес/Догана“ през 1973 година, като променя името си на „Сан Марино“, а през сезон 1988/89 клубът получава и сегашното си име, „Сан Марино Калчо“. През 2019 година се обединява с „Католика“.
Отборът играе в италианската Ечеленца Емилия-Романя, група С.

## История
Клубът е основан като „Серенисима“ през 1960 година Футболната Федерация на Сан Марино, за да има отбор, представящ република Сан-Марино в Италианската лиге. След това клубът е закупен от санмарински и италиански предприематели.
Година след основаването на клуба още се водят спорове кой първи играе в италианския шампионат. Това е друг отбор, спонсориран (но не собственност) на Футболната Федерация на Сан Марино, под името „Либертас-Тре Пене“, той учавства в шампионата на Италия през 1959 годинаа. „Серенисима“ заимства и цветовете на „Либертас“.
„Сан Марино“ се явява единственния професионален футболен отбор в Република Сан Марино, тъй като шампионатът на страната е изцяло любителски, на отбора е разрешено да играе изключително в системата на италианските футболни лиги. Още един отбор от Сан Марино, „Ювенес/Догана“, се е съревновавал на любителско ниво в италианския футбол, а след това и в шампионата на Сан Марино, след изключването му от Италианската футболна федерация.

## Успехи
- Серия С2:
  -  Сребърен медал (1): 2011/12
  - Промоция чрез плейоф: 2004/05
- Втора дивизия Професионална лига:
  -  Сребърен медал (2): 2008/09, 2011/12 (промоция чрез плейоф)
- Серия D:
  -  Шампион (3): 1987/88, 1989/90, 1999/2000 (група F)
- Ечеленца:
  -  Шампион (2): 1992/93, 1996/97
- Промоционе:
  -  Шампион (1): 1985/86
- Прима категория:
  -  Шампион (4): 1964/65, 1969/70, 1979/80, 1984/85
- Купа Италия за аматьори на Емилия-Романя: 
  -  Носител (1): 1996/97
  -  Финалист (1): 2010/11
- Купа на Италия Серия С: 
  - Полуфиналист (1): 2007/08

## Български футболисти
- Иван Тончев: 2002-есен - (6 мача - 2 гола)